# Jaskinia Gorhama
Jaskinia Gorhama – nadmorska jaskinia położona na wschodnim wybrzeżu Gibraltaru, w której odkryto jedne z pierwszych w Europie szczątki neandertalczyka. Przypuszcza się, że stanowiła ona również ostatnie siedlisko tego gatunku na starym kontynencie. W 2016 roku kompleks jaskini Gorhama wpisano na listę światowego dziedzictwa UNESCO.
Jaskinia mierzy 18 m głębokości i składa się z rozbudowanego systemu podziemnych korytarzy oraz trzech odrębnych jaskiń: Vanguard, Hyaena oraz Bennetta. Jej nazwa wywodzi się od nazwiska angielskiego kapitana A. Gorhama, który odkrył ją 1907 roku.

## Badania i odkrycia
Po odkryciu jaskinia przez dłuższy czas pozostawała niezbadana. Wynikało to z tego, że dostęp na plażę, gdzie znajdowało się wejście, był utrudniony z powodu wysokich klifów. Wszystko zmieniło się, kiedy później przekopano klif i utorowano drogę na plażę. Pierwszych archeologicznych odkryć dokonali w połowie lat 40. XX wieku dwaj brytyjscy rzemieślnicy Keighley i Ward, którzy odnaleźli m.in. ceramikę, kamienne narzędzia oraz szczątki zwierząt i ludzi. O znalezisku został poinformowany gubernator Gibraltaru, który – po osobistej wizytacji stanowiska – nakazał kontynuowanie badań. Ich wyniki zostały wysłane do British Museum, a jaskinia została zamknięta.
W 1945 roku na Gibraltar przybył brytyjski porucznik George Baker Alexander. Jako absolwent geologii Uniwersytetu Cambridge postanowił stworzyć dokładną mapę geologiczną całego terenu. Podczas swojej trzyletniej pracy jako pierwszy przeprowadził też wykopaliska w jaskini Gorhama, jednakże jego metody badawcze zostały zakwestionowane przez Muzeum Gibraltarskie. Gubernator wystosował więc list do British Museum, w którym poprosił, by kontynuowało ono wykopaliska. Ponieważ muzeum nie posiadało akurat odpowiednich osób, przekazało jego list prof. Dorothy Garrod z Cambridge, która w latach 20. odnalazła w innej jaskini na Gibraltarze czaszkę neandertalczyka. Ona z kolei poprosiła o pomoc doktora Johna d'Arcy Waechtera z Brytyjskiego Instytutu Archeologii w Ankarze, by pomógł w badaniach. Waechter zgodził się i we wrześniu 1948 roku przybył na Gibraltar, gdzie przez dwa miesiące przeprowadzał próbne wykopy. Ponieważ wyniki okazały się obiecujące, w 1950 roku rozpoczął nowe badania, które z przerwami prowadził przez cztery lata.
W ich wyniku odkryto, że w jaskini znajdują się cztery warstwy stratygraficzne. Wiek pierwszej z nich oszacowano na VIII-III w. p.n.e, kiedy to grota była wykorzystywana przez Fenicjan. Warstwa druga zawierała ślady neolityczne, a warstwa trzecia liczne artefakty kultury magdaleńskiej i solutrejskiej z górnego paleolitu. W najniższej warstwie odnaleziono 103 narzędzia neandertalskie takie jak: groty, ostrza i skrobaki, które liczyły co najmniej kilkanaście tysięcy lat. Późniejsze badania spektrometrii mas z wykorzystaniem akceleratora wykazały, że najniższa warstwa może liczyć od 35 – 25 tys. lat. Jednakże wyniki te budziły wątpliwości, więc badacze skorygowali je do 30 – 26 tys. lat.
Od 1989 roku jaskinia jest systematycznie badana w ramach Gibraltar Caves Project nadzorowanego przez Muzeum Gibraltarskie.

## Petroglify

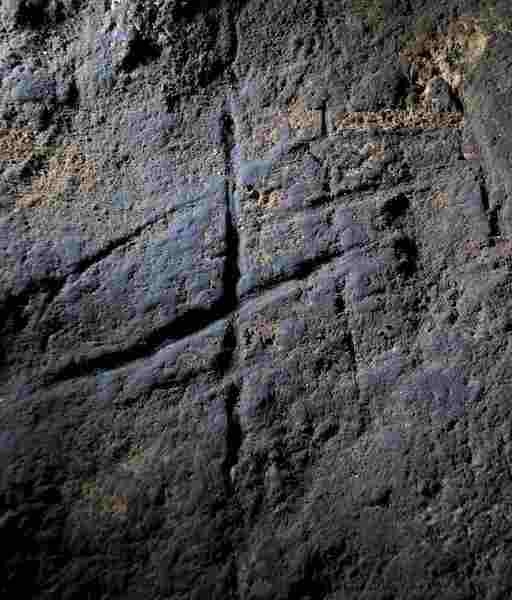
Prehistoryczne ryty odkryte w jaskini

W lipcu 2012 roku międzynarodowy zespół badaczy pod kierownictwem Francisco Pacheco odnalazł w trudno dostępnej komorze płaski skalny blok, na którym znajdowało się osiem krzyżujących się rytów. Miały około 3-4 mm głębokości i tworzyły kwadrat o boku prawie 20 cm. Ponieważ linie dłuższe były przecięte dwoma krótszymi, pojawiły się teorie, że może to być jakiś symbol. Wykluczono bowiem ich przypadkowe powstanie, gdyż były wykonane zbyt starannie, a to wymagało długotrwałej pracy. Z osadu, który pierwotnie zalegał na skalnym bloku, a obecnie znajduje się na dnie komory, wydobyto neandertalskie narzędzia, których wiek oszacowano na 30 do 39 tys. lat. Oznacza to, że same ryty mogą być jeszcze starsze.
Joaquín Rodríguez-Vidal z University of Huelva uznał je za najstarszy przykład sztuki neandertalskiej na kontynencie europejskim. W jego mniemaniu to odkrycie może zmienić ocenę intelektualnych możliwości neandertalczyków, którym odmawiano wcześniej umiejętności tworzenia złożonych symboli i pojmowania abstrakcji. Tworzenie naskalnych rysunków lub rzeźb uważano za kognitywny krok w ludzkim rozwoju, a ten był dotychczas zarezerwowany dla człowieka współczesnego.